# Bendik Ferenc
Bendik Ferenc (Breznóbánya, 1785. november 6. – Buda, 1844. december 4.) piarista szerzetestanár.

## Életpályája
Trencsénben és Vácon tanult; doktori címet szerzett. Nyitrán és Pozsony-Szent-Györgyön teológiát tanult. 1814–1821 között Magyaróváron nyelvi tárgyakat tanított. 1821–1829 között a szegedi főgimnázium tanára volt. 1835–1844 között a magyaróvári piarista középiskola igazgatója volt. 1844-től Budán a piarista ház spirituálisa volt.